# Louis Farrakhan
Louis Farrakhan, rodným jménem Louis Eugene Walcott (* 11. května 1933 New York) je americký náboženský vůdce, od roku 1977 vůdce Nation of Islam (NOI). Před vstupem do NOI byl zpěvákem kalypsa (vystupoval pod uměleckým jménem Calypso Gene). Na počátku své kariéry působil v mešitách v Bostonu a Harlemu, přičemž tehdejší vůdce NOI Elijah Muhammad ho jmenoval národním představitelem organizace. V minulosti používal také jméno Louis X.
Organizace Nation of Islam je Southern Poverty Law Center (SPLC) označována za nenávistnou skupinu. Farrakhanovy antisemitské výroky a názory odsoudily SPLC, Anti-Defamation League a další organizace. Mimo jiné byly jeho výroky označovány za homofobní, což však sám popírá.
V roce 2019 mu byl spolu s dalšími veřejně známými osobnostmi pozastaven účet na Facebooku.

## Mládí a vzdělání
Louis Eugene Walcott se narodil 11. května 1933 v newyorském obvodě Bronx jako mladší ze dvou synů Sarah Mae Manning (1900–1988) a Percivala Clarka, přistěhovalců z anglo-karibských ostrovů. Jeho matka se narodila na Svatém Kryštofu, zatímco otec byl Jamajčan. Jeho rodiče se rozešli krátce před jeho narozením. Farrakhan tvrdí, že svého biologického otce nikdy nepoznal. V rozhovoru z roku 1996 vyslovil domněnku, že jeho biologický otec mohl být Žid.
Po smrti nevlastního otce v roce 1936 se rodina přestěhovala do Bostonu, kde se usadila v převážně afroamerické čtvrti Roxbury.
Ve svých pěti letech dostal první housle a ve dvanácti se zúčastnil turné s Boston College Orchestra.